# New Castle, Kentucky
New Castle är administrativ huvudort i Henry County i Kentucky. Enligt 2010 års folkräkning hade New Castle 912 invånare.